# Безрєчний (Ульяновська область)
Безрєчний (рос. Безречный) — селище в Майнському районі Ульяновської області Російської Федерації.
Населення становить 346 осіб. Входить до складу муніципального утворення Вировське сільське поселення.

## Історія
Від 2004 року входить до складу муніципального утворення Вировське сільське поселення.

## Населення
| 2010 |
| ---- |
| 346  |